# Evinrude Outboard Motors
Evinrude est une marque de moteurs marin hors-bord d'origine américaine. La marque tire le nom de son créateur Ole Evinrude, Americano-norvégien né le 19 avril 1877) et inventeur du premier moteur hors bord commercial[réf. nécessaire].
La marque Evinrude appartenait jusqu’en 2000 au groupe américain Outboard Marine Corporation (OMC). À la suite de sa faillite en décembre 2000, la marque est rachetée par le groupe canadien Bombardier Produits récréatifs (BRP).  Depuis mai 2001, ses moteurs sont fabriqués à Sturtevant (Wisconsin).
La mécanique de ses moteurs est tout à fait particulière et inédite. Elle utilise une technologie d'injection à très hautes pressions, appelé E-TEC, ce qui améliore le rendement, donc fait baisser la consommation. Les moteurs Evinrude sont parmi les plus propres du marché. En 2006, ils ont obtenu une certification à la navigation sur le lac de Constance, un des lacs les plus protégés d'Europe.[réf. nécessaire]

### Éponymie
- Dans le dessin animé Bernard et Bianca, la libellule porte le nom d'Evinrude en hommage à cette entreprise.